# Metopius tristis
Metopius tristis är en stekelart som beskrevs av Clement 1930. Metopius tristis ingår i släktet Metopius och familjen brokparasitsteklar. Inga underarter finns listade i Catalogue of Life.